# 大阪第二師範学校
大阪第二師範学校 （おおさかだいにしはんがっこう） は、1943年（昭和18年）に大阪府に設置された官立の師範学校である。
本項は前身の大阪府池田師範学校を含めて記述する。

## 概要
- 1908年（明治41年）に創設された大阪府池田師範学校を起源とする。
- 1943年（昭和18年）大阪府池田師範学校が官立（国立）移管により設置され、当初は男子部が、翌1944年（昭和19年）に女子部が置かれた。
- 戦後の1949年（昭和24年）学制改革で新制大阪学芸大学 学芸学部 （現・大阪教育大学 教育学部） の母体の一つとなった。

## 沿革

### 府立期（1908年 - 1943年）
- 1908年（明治41年）4月 -　豊能郡池田町の大阪府立池田中学校（第九中学校）跡地に「大阪府池田師範学校」が開校。全国初の私費制師範学校であった。
- 1909年（明治42年）4月 - 池田尋常高等小学校（現・池田市建石町）の一部を代用附属小学校とする。
- 1911年（明治44年）- 講堂に文相小松原英太郎の揮毫「勤勉質実」を掲額。
- 1919年（大正8年）3月31日 - 代用附属小学校を廃止し、大阪府池田師範学校附属小学校を新設。
- 1920年（大正9年）3月 - 私費制から給費制に改める。
- 1924年（大正13年）12月 - 文部省、師範学校の修業年限を1年延長して5年とし、本科第一部・第二部の卒業生を1年修学させるため専攻科を置くことを通達。
- 1925年（大正14年）11月 - 大阪府三師範学校[1]学校教育研究会編纂「我等の教育」を発行（修文館）。
- 1926年（大正15年）4月 - 専攻科1学級を開設。
- 1939年（昭和14年）7月 - 新校舎第1期工事が完成、附属小学校が移転して授業を開始。
- 1941年（昭和16年）4月 - 国民学校令の施行により、附属小学校を附属国民学校と改称。
- 1942年（昭和17年）
  - 1月 -「国民勤労報国令施行規則」により師範学校生徒も出動開始。
  - 4月 - 池田師範学校、池田市城南町に新校舎が完成し移転。

### 官立期 （1943年 - 1951年）
- 1943年（昭和18年）
  - 4月 - 師範教育令改正される。
    - 官立（国立）移管により、「大阪第二師範学校」（男子部）となる。本科3年・予科2年の専門学校となる。
- 1944年（昭和19年） 
  - 1月 - 女子部の生徒募集（本科180名・予科40名）を開始。
  - 4月 - 女子部を南河内郡富田林町大字毛人谷の元大阪府立富田林高等女学校跡に開設。
  - 8月 - 学徒勤労令の公布により、学校報国隊が組織され、勤労動員が行われる。
- 1945年（昭和20年）
  - 4月 - 決戦教育措置要綱により1年間授業を停止し、本土防衛と生産増強に挺身。
  - 5月 - 戦時教育令の公布により、学徒隊が組織され、本土決戦に備える。
  - 8月 - 敗戦で戦争が終結。
- 1946年（昭和21年） 5月 - 1ヶ月遅れで入学式を挙行。
- 1947年（昭和22年）4月 - 学制改革（六・三制の実施）が行われる。
  - 附属国民学校初等科を改組し、附属小学校とする。（大阪第二師範学校附属小学校）
  - 附属国民学校高等科を改組し、附属中学校（新制中学校）とする。（大阪第二師範学校附属中学校）
- 1949年（昭和24年）
  - 5月31日  - 新制大学「大阪学芸大学」が発足し、学芸学部の母体として包括され「大阪学芸大学大阪第二師範学校」となる。
    - 師範学校の生徒募集を停止し、この時の入学生から大阪学芸大学 学芸学部所属となる。
    - 師範学校時代の入学生が卒業するまで師範学校は存続されることとなる。
    - 男子部に池田分校が設置される。それぞれに学芸学部（小学校教員養成課程・中学校教員養成課程）が設置される。
    - 大阪第一師範学校長の北川久五郎が初代学長に就任。

  - 7月 - 新入生574名を迎え、第1回大阪学芸大学入学式が挙行される。
- 1951年（昭和26年）3月31日 - 最後の卒業生を送り出し、大阪第二師範学校および富田林分教場（女子部教場）が廃止される。

## 歴代校長
大阪府池田師範学校
- 山岡光太郎：不詳 - 1919年6月20日
- 武井悌四郎：1916年9月20日 - 1917年7月6日
- 東基吉：1917年7月6日 - 1924年

大阪第二師範学校
- 大野こう毅[2]：1943年4月1日[3] - 1945年11月24日[4]
- 板倉操平：1945年11月24日[4] -

## 出身著名人
- 荒木正三郎 - 池田師範学校卒。参議院議員、日本教職員組合委員長。

## 関連文献
- 「大阪府教育百年史」（大阪府教育委員会、1973年（昭和48年）3月）
- 『官報』